# Cinc lleis de la biblioteconomia

S. R. Ranganathan

Les cinc lleis de la biblioteconomia és una teoria proposada en 1931 pel matemàtic i bibliotecari indi S. R. Ranganathan, que detalla els principis que han de regir una biblioteca o sistema bibliotecari. Algunes biblioteques d'arreu del món segueixen aquests principis com els fonaments per al seu funcionament.
Aquestes són les lleis:
1. Els llibres són per fer-se servir
2. A cada lector, el seu llibre
3. A cada llibre, el seu lector
4. Estalvieu temps als lectors
5. La biblioteca és un organisme en creixement

Aquestes cinc lleis per Ranganathan tenen per objectiu que la informació sigui fàcilment recuperable i accessible. Per a ell, els llibres (i la informació que contenen) són per fer-los servir i, per tant, la missió de la biblioteca és posar en relació qui vol saber i el que s'ha de saber: llavors, s'arriba al coneixement. Quan tothom, independentment de la seva posició social, gènere, ètnia, etc. pugui accedir al coneixement tindrà eines per conèixer el que és bo i just i la societat, per tant, millorarà i progressarà.
S.R. Ranganathan va ser pioner en la democratització de l'accés a la informació, la seva teoria de la classificació (Colon Classification) i la recuperació de la informació està en la base, per exemple, de la construcció de sistemes hiptertextuals, d'esquemes terminològics, eines per representar tesaurus o ontologies, fer mapes de coneixement, etc. És un dels grans noms de la biblioteconomia del segle XX i una de les personalitats més influents en el desenvolupament de la disciplina.

## Comentaris
Tot i ser formulades el 1931, les cinc lleis de la biblioteconomia de Ranganathan són plenament vigents avui en dia. En els temps actuals, més que el concepte "llibre" utilitzaríem "document", i en lloc de "lector", "usuari".

### Primera llei: Els llibres són per fer-se servir
Es tracta del principi bàsic que ha de regir les biblioteques. Posa l'èmfasi en l'accés a la informació.

### Segona llei: A cada lector, el seu llibre
Tots els usuaris potencials de la biblioteca han de poder disposar de llibres (i altres documents) del seu interès, i el personal bibliotecari s'ha d'esforçar per satisfer les necessitats del conjunt d'aquests usuaris.

### Tercera llei: A cada llibre, el seu lector
El personal bibliotecari ha d'esforçar-se per donar a conèixer els llibres (i els altres documents) de les biblioteques als usuaris potencials que hi puguin estar interessats.

### Quarta llei: Estalvieu temps als lectors
Els usuaris tenen molt en compte la rapidesa en l'accés a la informació quan valoren la seva satisfacció de l'ús de les biblioteques i altres unitats d'informació.

### Cinquena llei: La biblioteca és un organisme que creix
El creixement de les biblioteques, tant en l'aspecte físic com en els serveis prestats, ha de ser continu.